# ポリプテルス・エンドリケリー
ポリプテルス・エンドリケリー Polypterus endlicheri endlicheri（英: Saddled bichir）は、ポリプテルス目ポリプテルス科に属する魚類。亜種にエンドリケリー・コンギクス P. e. congicus が存在する。

## 分布
ギニア、ナイジェリア、ニジェール、ガーナなど西～中央アフリカの河川や湖沼。

## 形態
最大全長70センチメートル（cm）以上。茶褐色の体色に黒く太い縞模様が入る。体に比べて頭部がやや小さく、背中へ向かって盛り上がるような体型をしている。小離鰭(しょうりき)と呼ばれる独特な形をした鰭を持つ。

## 人間との関係
大型のポリプテルスとしては最もポピュラーに飼育されており、東南アジアで養殖された幼魚が安価に流通する。また、野生採集個体や高品質な養殖個体にも人気がある。一般的にはレンガ色と例えられる、地肌の色が濃く、縞模様が強く現れるものに人気がある。これらの特徴が強く現れるように選抜されて養殖されたものは、一部ブランド化されて高価で販売されている。また、ブリーディングの過程で出現する体型が寸詰まりとなる変異を固定した「ショートタイプ」と呼ばれる品種や白変個体、他の大型ポリプテルスとの交雑種も存在する。丈夫で飼育しやすい種類であるが、水槽内でも大型化するために最終的には120cm以上の幅の水槽が必要になる。